# Icon for Hire
Icon for Hire ist eine US-amerikanische Rockband aus Decatur, Illinois.
Die Band wurde 2007 von der Sängerin Ariel und dem Gitarristen Shawn Jump gegründet. Ihr Debüt-Album Scripted, das von Tooth & Nail Records am 23. August 2011 veröffentlicht wurde, brach den Label-Rekord für die meisten Verkäufe innerhalb der ersten Woche bei einem Debüt-Album und belegte fünf Billboard Chart-Platzierungen.

## Bandgeschichte
Ariel lernte Jump 2007 kennen und nachdem sie entdeckte, dass er Gitarre spielt, begann die musikalische Zusammenarbeit zwischen den beiden. Als der Wunsch nach einem Schlagzeuger entstand, rekrutierte Jump Adam Kronshagen, mit dem er früher schon gespielt hatte. Als der Bassist Joshua Davis im Dezember der Band beitrat, war Icon for Hire offiziell gegründet.
Die Band hatte ihren ersten Auftritt in einem lokalen Club, nachdem sie zuvor vor Familie und Freunden gespielt hatten. Die nächsten zwei Jahre tourte die Band durch den Mittleren Westen und veröffentlichte zwei Extended Plays Icon for Hire EP (2008) und The Grey EP (2009). 2009 verließ Davis die Band.
Am Jahresende 2009 wurde die Band über MySpace von Tooth & Nail Records kontaktiert. Das Label sendete Repräsentanten zu einem Konzert der Band und nahm sie schließlich Juli 2010 unter Vertrag. Das letzte Quartal 2010 verbrachten sie mit den Produzenten Rob Hawkins und Aaron Sprinkle an der Produktion des ersten Albums Scripted, das am 23. August 2011 veröffentlicht wurde. Im Februar 2011 trat der derzeitige Bassist Josh Kincheloe der Band bei.
Icon for Hire spielten im Vorprogramm von Red auf deren „Kill the Machine“-Tour im Oktober 2011. Sie nahmen auch an der Christmas Rock Night in Ennepetal teil, auf der unter anderem auch Red, Skillet, Hawk Nelson und Stellar Kart spielten. Anfang 2012 tourte die Band mit Jamie's Elsewhere, These Hearts und mit Emery’s „Emery and Friends Tour“ mit I Am Empire und Sent By Ravens im März 2012. Im Mai 2012 tourten sie zudem mit Red, P.O.D. und Love and Death. Im Sommer desselben Jahres spielten sie auf zahlreichen Festivals, unter anderem dem Creation Festival. Zudem gaben sie im Juli bekannt, dass sie zusammen mit Family Force 5 und Disciple, welche ebenfalls bei Tooth & Nail Records unter Vertrag stehen, im September und November an der Music With A Mission Tour teilnehmen werden. 2014 spielten sie im Vorprogramm von Hollywood Undead bei ihrer Europa-Tournee. Ab dem 10. Oktober 2022 begleiten sie die finnische Band THE RASMUS bei ihren europäischen Konzerten im Vorprogrammn.

## Musikstil und Einflüsse
Icon for Hire ist bekannt für einen Punk/Hard-Rock-Sound, in den Pop- und Nu-Metal-Einflüsse eingearbeitet wurden. In einem Interview auf der Christmas Rock Night 2011 erzählten sie über ihre größten Einflüsse. Laut eigenen Angaben sind ihre größten Einflüsse Linkin Park, Pantera und As Cities Burn.

## Diskografie
Studioalben
| 2011 | Scripted            | Tooth & Nail Records | 95  |
| 2013 | Icon for Hire       | Tooth & Nail Records | 66  |
| 2016 | You Can’t Kill Us   | Independent          | 180 |
| 2018 | Still Can’t Kill Us | Independent          | 180 |
| 2021 | Amorphous           | Independent          |     |
| 2022 | The Reckoning       | Independent          |     |

Singles
| Jahr | Titel             | Charts | Album    |
| Jahr | Titel             | US     | Album    |
| ---- | ----------------- | ------ | -------- |
| 2011 | Make A Move       | -      | Scripted |
| 2011 | Get Well          | -      | Scripted |
| 2012 | Off With Her Head | -      | Scripted |

EPs
- Icon for Hire EP (2008)
- The Grey EP (2009)
- Now You Now EP (2015)